# Rue Henri-Tomasi
La rue Henri-Tomasi est une voie du 20e arrondissement de Paris, en France.

## Situation et accès
La rue Henri-Tomasi est une voie privée située dans le 20e arrondissement de Paris. Elle débute au 49, boulevard Davout et se termine en impasse.

## Origine du nom
Elle porte le nom du compositeur et chef d'orchestre français Henri Tomasi (1901-1971).

## Historique
La voie est créée dans le cadre de l'aménagement de la ZAC Gare de Charonne sous le nom provisoire de « voie CO/20 » et prend sa dénomination actuelle par un arrêté municipal du 9 décembre 1985.